# Paul Di’Anno
Paul Di’Anno (Chingford, London, 1958. május 17. – Salisbury, 2024. október 21.) brit énekes, 1978-tól 1981-ig az Iron Maiden énekese.
Az Iron Maiden után több zenekarban is megfordult, ezek a Gogmagog, a Praying Mantis, a Killers vagy az általa alapított Battlezone.
A 90-es évek közepén több pletyka is szólt arról, hogy visszatérne az Iron Maidenbe, ám végül nem rá, hanem Blaze Bayley-re esett a választás.
2000-ben Brazíliába költözött, majd betegsége miatt visszaköltözött Angliába. Haláláig Salisburyben élt.

## Diszkográfia

### Iron Maiden
- The Soundhouse Tapes (1979)
- Live!! +one (1980)
- Iron Maiden (1980)
- Killers (1981)
- Maiden Japan (1981)

### Di’Anno
- Di’anno, 1984
  - "Flaming Heart", 1984
  - "Heartuser", 1984
- Nomad, 2000

### Szólóban
- The World’s First Iron Man, 1997
- As Hard As Iron, 1997
- Beyond the Maiden (The Best Of), 1999
- The Masters, 1999
- The Living Dead
- The Maiden Years – The Classics 2006
- Iron Maiden Days and Evil Nights 2007

### Battlezone
- Fighting Back, 1986
- Children of Madness, 1987
- Warchild, 1988
- Feel My Pain, 1998
- Cessation of Hostilities, 2001
- The Fight Goes On, 2008

### Killers
- Murder One, 1992
- Menace to Society, 1994
- Live, 1997
- New Live & Rare, 1998
- Killers Live at the Whiskey, 2001
- Screaming Blue Murder – The Very Best of Paul Di'Anno's Killers, 2002

### Gogmagog
- I Will Be There EP, 1985

### Dennis Strattonnal
- The Original Iron Men (1995)
- The Original Iron Men 2 (1996)
- As Hard As Iron (1996)

### Praying Mantis és Paul Di’Anno, Dennis Stratton
- Live At Last (1991)

### Egyéb
- Metal for Muthas, 1980 (az Iron Maidennel)
- All Stars NWOBHM, 1990
- True Brits, 1993
- True Brits 2, 1994
- True Brits 3, 1995
- Killer Voices, 1995
- Metal Monsters, 1996
- Metal Christmas a.k.a The 21st Century Rock Christmas Album, 1996
- The Almighty Inbredz, 1999
- Classic Rock, Classic Rockers, 2002
- "Tribute to Van Halen," 2006